# TF6 HD
TF6 HD es la versión en Alta Definición de TF6, canal de los grupos Groupe TF1 y Groupe M6.

## Programación
La programación que se emite en TF6 HD es la misma que se visualiza en su canal hermano a diario. Este canal emite la programación estándar de TF6 en simulcast, mostrando todos los contenidos de su programación en Alta Definición con una resolución de pantalla de 1920 x 1080i (HD).